# Poecilia wandae
Poecilia wandae är en fiskart som beskrevs av Poeser 2003. Poecilia wandae ingår i släktet Poecilia och familjen Poeciliidae. Inga underarter finns listade i Catalogue of Life.